# 3024 Hainan
A 3024 Hainan (ideiglenes jelöléssel 1981 UW9) egy kisbolygó a Naprendszerben. A Bíbor-hegyi Obszervatórium fedezte fel 1981. október 23-án.